# Yves Giraud-Cabantous
Marius Aristide Yves Giraud-Cabantous (XIV Distrito de París, 8 de octubre de 1904-París, 30 de marzo de 1973) fue un automovilista y piloto de Fórmula 1 francés.

## Trayectoria
Pilotó en la Fórmula 1 de 1950 a 1953, participando en 13 Grandes Premios del Campeonato del Mundo, además de numerosas carreras fuera del campeonato de Fórmula 1.
Pilotó un Talbot-Lago-Talbot en 10 carreras del campeonato en 1950 y 1951 y un HWM-Alta en sus tres últimas participaciones. Logró un total de 5 puntos del Campeonato, 3 en el Gran Premio del Reino Unido de 1950 (también su mejor clasificación en un gran premio, un cuarto lugar) y 2 en el Gran Premio de Bélgica de 1951. Murió en París, a los 68 años de edad.

## Resultados

### Fórmula 1
(Clave) (negrita indica pole position) (cursiva indica vuelta rápida)

| Año  | Escudería                  | 1       | 2       | 3     | 4       | 5       | 6       | 7     | 8       | 9      | Pos. | Puntos |
| ---- | -------------------------- | ------- | ------- | ----- | ------- | ------- | ------- | ----- | ------- | ------ | ---- | ------ |
| 1950 | Automobiles Talbot-Darracq | GBR 4   | MON DNP | 500   | SUI Ret | BEL Ret | FRA 8   | ITA   |         |        | 14.º | 3      |
| 1951 | Yves Giraud Cabantous      | SUI Ret | 500     | BEL 5 | FRA 7   | GBR     | GER Ret | ITA 8 | ESP Ret |        | 18.º | 2      |
| 1952 | HW Motors                  | SUI     | 500     | BEL   | FRA 10  | GBR     | GER     | NED   | ITA     |        | NC   | 0      |
| 1953 | HW Motors                  | ARG     | 500     | NED   | BEL     | FRA 14  | GBR     | GER   | SUI     | ITA 15 | NC   | 0      |